# 中間獅子魚
中間獅子魚，為輻鰭魚綱鮋形目杜父魚亞目獅子魚科的其中一種，分布於西北太平洋的俄羅斯遠東海域，為底棲性魚類，體長可達9.2公分，棲息在淺水域，屬肉食性，生活習性不明。

## 擴展閱讀
維基物種上的相關：中間獅子魚